# Messagenet
Messagenet S.p.A. è un'azienda attiva nello sviluppo e offerta di servizi VoIP e fax Internet, con oltre 500.000 utenti registrati, oltre 100.000 numeri telefonici assegnati e oltre 2,5 milioni di fax processati al mese. Messagenet ha la sede principale a Milano ed è azienda consorella di KPNQwest Italia (entrambe sono parte del gruppo COMM2000). Messagenet è stata fondata da Marco Fiorentino e Andrea Misa Galli.
La società è diventata nota (come COMM2000) a partire dal 1999 con il servizio FreeFAX che consente di attivare gratuitamente un numero geografico sul quale ricevere fax attraverso la posta elettronica.
Nel 2002 ha arricchito la propria offerta con servizi a pagamento: FAXin, che consente di ricevere fax senza limiti sulla casella di posta elettronica tramite un numero telefonico personale, e FAXout, che consente di inviare fax dall'email verso qualsiasi numerazione.
Nel 2004 Messagenet entra nel mercato dei servizi voce con un'infrastruttura tecnologica sviluppata interamente all'interno. Forte dell'esperienza e della base utenti acquisite attraverso FreeFAX, lancia FreeNumber - un servizio VoIP gratuito - e SmartNumber, la versione estesa dello stesso servizio. Entrambi i prodotti attribuiscono un numero telefonico di rete fissa (eventualmente con prefisso a scelta dell'utente).
Nel 2005 Messagenet ha introdotto SmartSMS, un servizio basato sul Web per gestire l'invio di SMS e la ricezione dei messaggi di risposta.
Nel 2008 Messagenet ottiene l'autorizzazione generale quale operatore telefonico nel mercato italiano che permette all'azienda di offrire numerazioni proprie e la number portability da altri operatori telefonici italiani.
In ottica di sviluppo del mercato mobile, nel 2011 viene resa disponibile su App Store Messagenet Talk, un'app gratuita che permette chiamate e messaggi gratis tra utenti Messagenet, la possibilità di chiamare ed inviare messaggi a qualsiasi numero nel mondo con tariffe VoIP convenienti e anche la possibilità di aggiungere numeri telefonici locali o internazionali al proprio cellulare eliminando così i costi di roaming.
Nel 2013 presenta Messagenet Talk per Android, il primo servizio commerciale di mobile VoIP basato su WebRTC. Messagenet Talk è quindi un traguardo tecnologico mondiale che testimonia le potenzialità, anche mobili, di WebRTC, progetto aperto che mira ad aggiungere al web le funzioni di comunicazione in tempo reale e con qualità ed è un'ulteriore testimonianza della scelta di campo di Messagenet a favore degli standard aperti e delle piattaforme di comunicazione basate sul browser.